# Isabel Mateus
Isabel Maria Fidalgo Mateus (* 1969 in Quintas do Corisco, Gemeinde Felgueiras e Maçores, Kreis Torre de Moncorvo) ist eine portugiesische Schriftstellerin, Pädagogin und Literaturwissenschaftlerin. Sie lebt seit 2001 in Großbritannien.
Einige ihrer Werke wurden ins Englische, Französische und Chinesische übersetzt. Themen des Landlebens und der Diaspora sind die wesentlichen Motive in ihren zahlreichen Veröffentlichungen seit 2007. Ihr Werk bringt neben Romanen vor allem Erzählungen und Märchen hervor, zu einem Teil auch speziell an Kinder und Jugendliche gerichtet.

## Leben
Mateus wurde in einem kleinen Ort in der Region Alto Douro geboren, dem ersten geschützten Weinbaugebiet der Welt (seit 2001 UNESCO-Welterbe). Die Landschaften der historischen Region Trás-os-Montes prägen das Gebiet, das bis heute als sehr abgeschieden, ländlich und strukturschwach, aber auch als besonders traditionsreich und ursprünglich gilt.
Mateus absolvierte ein Romanistik-Studium an der Universität Évora in den Fachbereichen portugiesische und französische Moderne Literatur und Sprachen. Im Anschluss unterrichtete sie zehn Jahre lang an Sekundarschulen in Portugal.
2001 ging sie an die britische University of Birmingham für ein Postgraduales Studium mit Ph.D.-Abschluss. Im Anschluss blieb sie in England, wo sie Portugiesisch an den Universitäten von Birmingham und Liverpool lehrte. In der Stadtverwaltung (City Council) von Stoke-on-Trent war sie zudem als Übersetzerin tätig und lernte dabei die portugiesische Diaspora in England gut kennen.
Nach 2007 gab Mateus ihre beruflichen Tätigkeiten auf und lebt seither als Schriftstellerin und Literaturwissenschaftlerin in England.
2011 wurde ihr Buch O Trigo dos Pardais, eine Sammlung ländlicher Erzählungen für Kinder und Jugendliche, in den Plano Nacional de Leitura aufgenommen, ein Programm der portugiesischen Regierung zur Förderung des Lesens.

## Werke
- 2007: A Viagem de Miguel Torga, Essay
- 2009: Outros Contos da Montanha, Short stories, Kurzgeschichten
- 2009: O Trigo dos Pardais (2015 auch als zweisprachige Ausgabe portugiesisch-chinesisch). Kurzgeschichten, Liste der nationalen Leseempfehlungen in Portugal
- 2011: A Terra do Chicolate, Relatos da Emigração Portuguesa (2015 französische Edition), Roman
- 2012: Contos do Portugal Rural / Tales of Rural Portugal (zweisprachig portugiesisch-englisch, 2014 auch portugiesisch-chinesisch)
- 2013: A Terra da Rainha, Retratos Portugueses no Reino Unido., Kurzgeschichten
- 2013: Farrusco, Around Cão de Gado Transmontano., Roman
- 2015: Sultão, o burreco que veio de Miranda., Roman
- 2016: Signatus, O Lobo do Fojo de Guende., Roman
- 2017: As Árvores com que Crescemos – Poemas da Natureza.
- 2018: Santiago, O Lince da Herdade das Romeiras, Roman, Liste der nationalen Leseempfehlungen in Portugal
- 2018: Almas Penadas e Outros Contos Fantásticos, Kurzgeschichten
- 2019: Mariana, O Urso-Pardo Sábio dos Saltimbanco, Roman, Liste der nationalen Leseempfehlungen in Portugal
- 2020: Anna, A Brasilerinha de S. Paulo. Roman
- 2021: Barbatus, Um Abutre Quebra-Ossos e os Outros, Roman, Liste der nationalen Leseempfehlungen in Portugal
- 2022: O menino que queria ver a baleia-azul a passar nos Açores, Kinderbuch, Liste der nationalen Leseempfehlungen in Portugal
- 2022:  Madalena, A elusiva baleia-azul da Ilha Montanha, Roman, Liste der nationalen Leseempfehlungen in Portugal